# Stanica kozacka
Stanica kozacka – kozacka jednostka administracyjno-osiedleńcza niższego rzędu w Federacji Rosyjskiej (historycznie na Rusi i później w Imperium Rosyjskim), najczęściej utożsamiana z wsią.

## Współczesne użycie

Jednostki administracyjne Rosji, w których istnieją stanice

Współcześnie w niektórych jednostkach Federacji Rosyjskiej stanica jest jednym z rodzajów miejscowości typu wiejskiego. Stanice występują w:
- Adygei
- Czeczenii
- Dagestanie
- Inguszetii
- Kabardo-Bałkarii
- Karaczajo-Czerkiesji
- Kraju Krasnodarskim
- Kraju Stawropolskim
- obwodzie nowosybirskim
- obwodzie omskim
- obwodzie orenburskim
- obwodzie rostowskim
- obwodzie swierdłowskim
- obwodzie wołgogradzkim
- Osetii Północnej